# Richard Monson Christensen
Richard Monson Christensen (Idaho Falls, 3 de julho de 1932) é um engenheiro estadunidense.
Christensen estudou engenharia civil na Universidade de Utah, obtendo o título de bacharel em 1955 na Universidade Yale, com mestrado em 1956 e doutorado em mecânica em 1961.
Trabalhou na General Dynamics

## Obras selecionadas
- Theory of Viscoelasticity, Dover 2003
- Mechanics of Composite Materials, Dover 2005